# Joannes Zwijsen
Joannes Zwijsen (Kerkdriel, 28 août 1794 - Bois-le-Duc, 16 octobre 1877) est un ecclésiastique néerlandais, évêque du diocèse de Bois-le-Duc et de l'archidiocèse d'Utrecht, fondateur des sœurs de la Charité de Notre Dame, Mère de Miséricorde en 1832 et des Frères de la Bienheureuse Vierge Marie, Mère de Miséricorde en 1844 .

## Biographie
Son père Peter, origine de Geetbets (aujourd'hui province du Brabant flamand en Belgique) épouse Cornelia van Heeswijk puis après la mort de sa femme, il se remarie en 1794 avec Wilhelmina van Herpen. Joannes est le fils aîné de ce second mariage.
Après son école primaire à Berlicum et sa première communion, Joannes va quelques années à l'école française de Reek puis, en 1808, suit les cours de l'école latine de Uden en préparation de ses études sacerdotales. En 1810, il se rend à l'école latine d'Helmond et en 1813, il part compléter sa formation au sacerdoce dans le grand séminaire de Nieuw-Herlaar (nl) à Saint-Michel-Gestel. Après son ordination en 1817 à Malines, il est successivement chapelain à Tilbourg (1818) à Schijndel (1818-1828) et curé à Best (1828-1832).
Le 17 avril 1842, Il est ordonné par Mgr Cornelius Ludovicus de Wijkerslooth mais les  calvinistes interdisant depuis 1592 les diocèses catholiques aux Pays-Bas, les catholiques sont sous l'autorité du vicaire apostolique de la Mission de Hollande, Zwijsen est donc nommé évêque titulaire (In partibus) de Geras (en). Il devient coadjuteur du Vicariat apostolique de Bois-le-Duc ainsi que de Grave-Nimègue et Ravenstein–Megen, ces deux derniers étant officiellement rattachés à Bois-le-Duc en 1851. Zwijsen est un ami proche de Guillaume II et il contribue beaucoup à la disposition favorable du roi en faveur des catholiques.
Après le rétablissement de la hiérarchie épiscopale aux Pays-Bas, le vicariat disparaît et il devient officiellement évêque de diocèse de Bois-le-Duc et évêque d'Utrecht.
Pendant la guerre scolaire, il participe en 1865 au conseil provincial des évêques hollandais de Bois-le-Duc pour la rédaction du mandement pour l'éducation catholique de 1868 (nl). Zwijsen démissionne en 1868 de l'archidiocèse d'Utrecht bien qu'il continue d'exercer une grande influence sur la gouvernance de l'église aux Pays-Bas. Il reste évêque de Bois-le-Duc jusqu'à sa mort en 1877.
Il voyage trois fois à Rome y compris en 1854 lors de la proclamation du dogme de l'Immaculée Conception de Marie, en 1869 il participe au premier concile du Vatican où est proclamé le dogme de l'infaillibilité pontificale.